# Edoardo Gioja
Edoardo Gioja (Roma, 27 settembre 1862 – Londra, 30 maggio 1937) è stato un pittore, decoratore, fotografo e illustratore italiano.

## Biografia
Nacque a Roma nel 1862 in una famiglia di origini riminesi da Belisario Gioja, anch'egli pittore come il padre Gaetano e particolarmente ispirato da Marià Fortuny i Marsal, e Marianna Giovannelli. Conclusi gli studi classici in un istituto francese romano si dedicò alla pittura sotto l'egida del padre, col quale eseguì nel 1878 Interno di antiquario. Tra il 1882 e il 1889 viaggiò nelle maggiori città italiane ed europee soggiornando per lunghi periodi in Francia e Regno Unito (in particolare a Londra e Parigi) ma anche in Germania e Paesi Bassi, portando a compimento la sua formazione artistica visitando gallerie e musei.
Nel corso di questi viaggi Gioja iniziò ad orientarsi verso una pittura d'ispirazione storico-letteraria con dipinti come Partenza per la caccia (1882) e I Crociati (1888-1890), che dimostrano la sua abilità di ricostruire scenari di carattere storico; non mancarono occasioni per la pittura del "vero" anche attraverso scrupolosi sopralluoghi come fatto per i dipinti ambientati sulla costa di Anzio. In occasione dell'Esposizione di belle arti di Roma del 1883 si presentò nella duplice veste di pittore di storia e di paesaggi con Partenza per la caccia e gli acquerelli Fantasie marinaresche e Studi d'estate (entrambi perduti) che gli valsero le critiche positive di Gabriele D'Annunzio e Giovanni Costa; proprio Costa lo invitò a far parte dell'associazione In arte libertas.
Il trasferimento dalla casa-studio del padre a via del Babuino nel 1887 segnò tangibilmente la sua rottura coi modelli formali ritenuti ormai antiquati. Ad un soggiorno nei Paesi Bassi, tra il 1887 e il 1889, risalirebbero i dipinti Dopo cena e Una lezione di canto (poi intitolato Musica antica). Nel 1889 sposò Eugenio Vasio con la quale ebbe tre figlie: Emilia, Attilia e Armida, spesso ritratte in suoi dipinti e disegni. Negli anni successivi fu apprezzato come pittore da aristocrazia ed alta borghesia con la realizzazione di numerosi ritratti; contestualmente si concentrò sulla sperimentazione di pigmenti e vernici per rendere più durevoli e stabili i dipinti su qualsiasi supporto e questa ricerca lo portò ad occuparsi delle arti applicate. Al suo primo soggiorno inglese nel 1901 risale un suo autoritratto (datato 1902), acquistato nel 1915 dalla Galleria nazionale d'arte moderna di Roma e poi ceduto in deposito temporaneo agli Uffizi e infine alla Galleria d'arte moderna di Firenze. Durante questo soggiorno impartì lezioni di disegno ad una nipote della regina Vittoria e alla principessa Patricia Reasy e decorò anche un fregio (andato perduto nel 1950) e il Caffè Monico di Piccadilly.
Tornato a Roma, dove fu tra i fondatori dell'Unione degli artisti nel 1903 e del gruppo dei XXV della campagna romana nel 1904, affiancò alla produzione pittorica anche una fortunata carriera nell'arredamento e decorazione di alcuni villini, accuratamente documentata da fotografie presso l'Istituto centrale per il catalogo e la documentazione (ICCD); alcuni esempi sono dei mobili ornati con motivi marini per villa Manzi (distrutta), dove lavorò con Alessandro Morani, un soffitto (poi ricoperto) a palazzetto Zuccari oltre che alcune decorazioni nel villino Rasponi Spalletti di via Piacenza e del villino Ravà di lungotevere Arnaldo da Brescia. Il suo ultimo incarico decorativo conosciuto è il soffitto affrescato del salone da ballo dell'ambasciata italiana a Vienna, raffigurante l'Italia circondata da Dante Alighieri, Leonardo da Vinci, Michelangelo Buonarroti, Galileo Galilei ed altri illustri italiani con vittorie alate. Fu anche illustratore e grafico e tra i suoi maggiori lavori si segnalano l'illustrazione di Canti di vita di Romualdo Pantini, edito da Treves, o il volumetto A voi bimbi, edito da Bestetti e Tumminelli. In occasione delle celebrazioni per il cinquantenario dell'Unità d'Italia disegnò le affiches pubblicitarie per la lotteria nazionale Roma-Torino e dipinse il fregio allegorico L'Italia vittoriosa con la forza e l'intelligenza, composto da tredici pannelli a olio su tela, dei quali undici ancora conservati presso la Galleria d'arte moderna di Roma; per realizzare il fregio si servì di numerose fotografie di modelle in posa. Il suo interesse per l'arte applicata gli valse la nomina a membro delegato del municipio nel consiglio direttivo del Museo artistico industriale di Roma, presieduto da Ettore Ferrari.

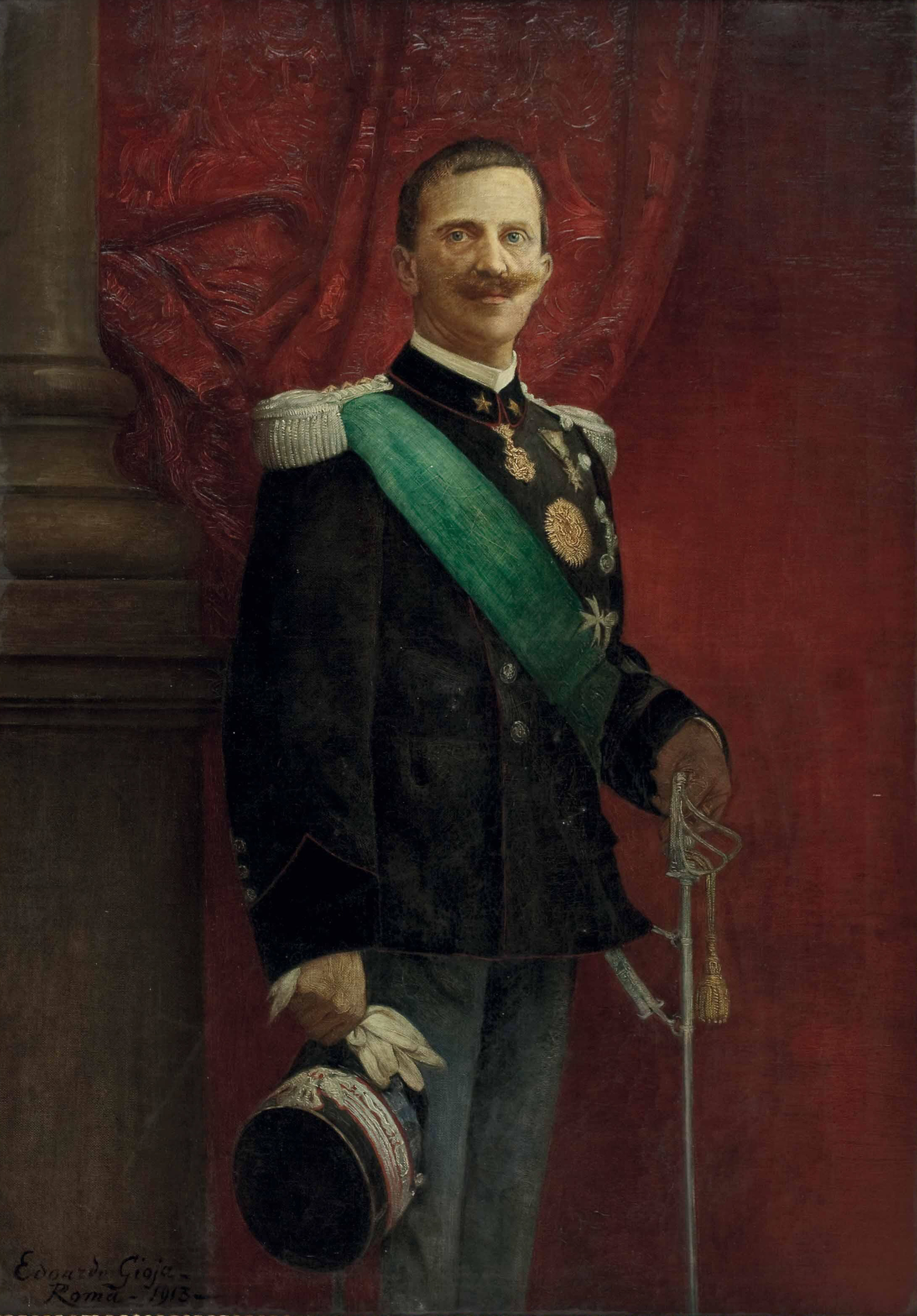
Edoardo Gioja, Vittorio Emanuele III, 1913

Dopo aver abbandonato la retorica delle opere commissionate ufficialmente realizzò il dipinto L'ultima veglia, esposto nel 1918 alla Galleria centrale d'arte per l'incremento artistico di Milano insieme ad altre 188 opere in una mostra interamente dedicata al suo operato, tornando ad un linguaggio più sobrio e meditato. Nel 1921 si trasferì a Londra, sancendo il suo definito distacco dall'Italia; nella capitale britannica riprese a ritrarre personaggi legati all'aristocrazia e alla diplomazia con una produzione presentata nel 1925. Nel corso dell'anno successivo fu presente alla Biennale di Venezia con un ritratto della figlia Armida.

Gioja morì il 30 maggio 1937 a Londra mentre stava dipingendo il Ritratto dell'ambasciatore dell'Arabia Saudita. Sebbene gran parte delle sue opere siano andate perdute nel 1998 il suo archivio fotografico (Fondo Gioja), composto da 375 immagini databili tra gli anni 1870 e il 1913, è stato donato all'Istituto centrale per il catalogo e la documentazione

## Elenco delle opere
- Interno di antiquario, 1878 (con Belisario Gioja)
- Partenza per la caccia, 1882
- Nobili fidanzati, 1887
- Genealogia, 1887
- I Crociati, 1888-1890
- Dopo cena, 1889
- Ritratto di Eugenia Vasio, 1891
- L'armatore, 1893
- Idillio campestre, 1893 (andato perduto)
- Ritratto dell'Ingegner Rodolfo Bonfiglietti, 1894
- Ritratto delle Principesse Schahovskoi in abito religioso, 1894, Roma, Galleria nazionale d'arte moderna e contemporanea
- La ridda di pesci, 1897, bassorilievo su pannello di legno, 75×122 cm
- Anzio, il mare in burrasca, 1898, pastello su cartoncino, 52×71,5 cm
- Autoritratto, 1902, Firenze, Galleria d'arte moderna
- Campagna romana, 1908
- L'Italia vittoriosa con la forza e l'intelligenza, 1911
- La regina Elena, 1913, 146×103 cm
- Vittorio Emanuele III, 1913, 146×103 cm
- Armida che suona il violino, 1914, olio su tela, 200×120 cm
- Ritratto di Lady Anne Mills, 1915, olio su tela, 90×90 cm
- L'ultima veglia, 1919
- Pesca sulla costa italiana
- Ritratto di Charles, olio su tela, 130×74 cm
- Bambina vicino la poltrona rossa, olio su cartone, 13×69 cm
- Fantasie marinaresche, acquerello (andato perduto)
- Studi d'estate, acquerello (andato perduto)
- Musica antica (già Una lezione di canto)
- Ritratto della Contessa Antonia Suardi
- Ritratti di principesse indiane
- I sogni delle stagioni
- Ritratto della signorina Armida Gioja
- Ritratto dell'ambasciatore dell'Arabia Saudita